# Дом-музей Н. С. Лескова
Дом-музей Н. С. Лескова — единственный в стране литературно-мемориальный музей русского писателя-орловца Н. С. Лескова (1831—1895). Музей является филиалом Орловского объединённого государственного литературного музея И. С. Тургенева.

## Описание
Детство Николая Семёновича Лескова прошло в трёх местах: в селе Горохово (Орловского уезда) — месте его рождения; в Орле — в доме, купленном отцом писателя в 1832 году; на хуторе Панино (Кромского уезда), который купил его отец после выхода в отставку. Из архивных источников было установлено, что земельный участок, на котором сейчас расположен Дом-музей Лескова, в 1832—1842 годах принадлежал дворянскому заседателю орловской судебной палаты Семёну Дмитриевичу Лескову, отцу писателя. Лесков в рассказе «Несмертельный Голован» описывает местонахождение дома: «Наш дом в Орле был на Третьей Дворянской улице (ныне улица Октябрьская) и стоял третий по счёту от берегового обрыва над рекою Орликом». В 1850 году этот дом сгорел во время городского пожара, а в 1870-х годах на его месте был построен новый дворянский особняк. Он и стал впоследствии Домом-музеем Н. С. Лескова. В 1971—1972 гг. дом был капитально отремонтирован и в 1974 году 2 июля состоялось открытие музея. До открытия собственного помещения в Музее писателей-орловцев с 1957 по 1973 год существовала литературно-мемориальная «лесковская комната». Лесковская коллекция пополнилась главным образом благодаря вдове Н. С. Лескова и его сыну. Были переданы почти все лесковские материалы, архивы, ценнейшие документы и рукописи. Многие вещи семейства Лесковых были подарены орловскому музею правнучкой писателя балериной Татьяной Юрьевной Лесковой. Также сотрудниками Музея И. С. Тургенева собирались материалы в различных музеях страны. Всё это и позволило создать литературно-мемориальный музей писателя.